# Hayley O'Connor
Hayley O'Connor es un personaje ficticio de la serie de televisión australiana Home and Away, interpretada por la actriz Alyssa McClelland del 10 de octubre de 2011, regresó a la serie el 30 de abril de 2012 y se fue nuevamente el 22 de junio del mismo año.

## Biografía
Hayley apareció por primera vez en la bahía en el 2011 cuando defendió a Casey Braxton en la corte luego de que fuera acusado de haber iniciado un incendio premeditado, sin embargo a pesar de sus intentos Casey es encontrado culpable y enviado a detención para menores. Al día siguiente la oficial Charlie Buckton se topa con Hayley quien le da la impresión de que sale con Darryl "Brax" Braxton, poco después esa misma noche Hayley besa a Darryl y luego salen a cenar. Poco después Darryl le dui clases de surf a Hayley y ella pasa la noche con él.
Cuando Darryl es llevado a la jefatura para ser interrogado por un robo, este dice que pasó la noche con Hayley sin embargo cuando esta es llamada a la estación miente y dice que no estuvo con Brax, antes de irse de la ciudad Hayley le revela a Brax que le mintió a la policía.
En el 2012 Hayley regresó a Summer Bay cuando Heath Braxton la contrata para ayudarlo a detener a Bianca Scott de salir de la ciudad con su bebé no nacido. Cuando Hayley se topa con Darryl este enfurecido la lleva al borde de un acantilado donde la enfrenta y la acusa de haberlo incriminado el año pasado y por ser en parte responsable de la muerte de Charlie, ya que Hayley había defendió a Jake Pirovic, quien poco después mató a Charlie, antes de que algo malo pase Brax la deja ir.
Más tarde Hayley comienza a salir con Liam Murphy quien decide ayudarla a superar su problema con las drogas. Poco después Heath vuelve a contratarla para que lo ayude a sacar a su padre, Danny Braxton de la cárcel. En junio Hayley se fue después de que Liam terminara la relación.